# Базилика Святого Франциска (Равенна)
Базилика Святого Франциска, Базилика Сан-Франческо (итал. Basilica di San Francesco) — католический храм в Равенне (Италия). 
Первоначально на месте базилики в V веке трудами равеннского епископа Неона был построен небольшой храм, посвящённый апостолам Петру и Павлу. В X-XI веках он был полностью перестроен и освящён в честь святого Петра (Сан-Пьетро-Маджоре). В период реконструкции к базилике была пристроена колокольня высотой 33 метра. В 1261 году базилика была передана монахам францисканцам и получила своё нынешнее посвящение в честь святого Франциска Ассизского.
В 1321 году в базилике был отпет поэт Данте, изначально похороненный в её внешнем портике, а затем в расположенном рядом мавзолее.
Во время раскопок в 1879 году на глубине 3,5 м ниже нынешнего уровня грунтовых вод был раскрыт пол с мозаикой V века и латинской эпитафией основателю храма, епископу Неону. (Как и все другие древние сооружения Равенны, базилика святого Франциска со временем осела в мягком городском грунте). Кроме того, при раскопках был найден украшенный золотом позднеантичный мраморный саркофаг. Золотое убранство саркофага было выставлено в Национальном музее Равенны, откуда (вместе с так называемым Панцирем Теодориха, найденном близ его мавзолея) было выкрадено. Местонахождение его (как и Панциря Теодориха) до сих пор неизвестно.
После секуляризации 1810 года францисканский монастырь был распущен. Ныне базилика святого Франциска — государственный музей.

## Архитектура и внутреннее убранство
Базилика имеет размеры 46,5 на 23,76 метра и разделена на три нефа двумя рядами мраморных колонн (по 12 в каждом ряду). Центральный неф завершается полукруглой апсидой с окнами. Под ней находится затопленная крипта X века с мозаичным полом, в воде плавают золотые рыбки. В боковых нефах сохранились элементы первой церкви: скульптурные фрагменты VI века и украшенные саркофаги. От находившегося в церкви богатого склепа рода да Полента сохранилась лишь стрельчатая арка XIV века с остатками фресок.
Престол главного алтаря базилики сделан из саркофага епископа Ливерия (IV век). Он украшен рельефным изображением Христа на троне в окружении апостолов, помещенных в ниши, разделяемые коринфскими колоннами. Под алтарём в каменном саркофаге хранятся мощи епископа Неона, местночтимого святого.
- Центральный неф базилики
- Затопленная крипта
- Саркофаг с мощами епископа Неона